# محمد العمالي
محمد العمالي، فقيه، مفتي، إمام، مقدم، صوفي بمدينة الجزائر. ولد بمنطقة عمال نحو سنة 1188هـ (1774م)، وتوفي بمدينة الجزائر نحو سنة 1247هـ (1831م).

## النسب والأصل
العمالي هي عائلة تنتسب إلى قرية في «جبل عمال» ضمن سلسلة جبال الخشنة في مرتفعات الأطلس التلي، وبين قرية هذه العائلة وقصبة الجزائر مسافة قليلة تربو عن خمسين كيلومترا، ومنطقتهم تقع في موطن «عرش آيث عيشة» الذي نبغ من جواره العديد من العلماء، من بينهم سيدي عبد الرحمان الثعالبي وسيدي بوسحاقي.

## شيوخه
كان محمد العمالي من المريدين والتلاميذ الصالحين والمحبوبين لدى شيخه سيدي محمد بن عبد الرحمان بوقبرين الأزهري ، وكان من النفر والمريدين الذين حملوه خفية في ليلة واحدة من زاوية بونوح إلى مقامه في زاوية سيدي أمحمد بوقبرين قرب قصبة الجزائر.
وقد درس لدى العالم الأزهري مع زملاء له هم: علي بن عيسى، عبد الرحمن باش تارزي، محمد بن عزوز البرجي، وغيرهم.

## شمائله
كان من خواص الإمام سيدي أمحمد الزواوي الأزهري ومن مقاديمه المحبوبين الذين عمتهم بركته، وقد اشتهر بالصلاح.
وكان من العابدين الصائمين الملتزمين بالطريقة الرحمانية ومن مقاديم الشيخ محمد بن عبد الرحمن الأزهري .
عين قاضياً في مدينة الجزائر سنة 1266هـ (1849م)، وتولى إفتاء السادة المالكية سنة 1273هـ (1856م).

## ذريته
خلف ابنا هو الفقيه حميدة العمالي  المولود بمدينة الجزائر سنة 1227هـ (1813م) والمتوفى بها سنة 1290هـ (1873م).
وله حفيد اسمه علي العمالي الذي هو فقيه مالكي، نحوي، متكلم، صوفي، من أهل مدينة الجزائر، وبها نشأ في عام 1266هـ (1846م) وتعلم. اشتغل بالتدريس بالمدرسة الثعالبية وولي الإمامة بالجامع الكبير، وكان فقيها، مشاركا، أمضى عمره في الانكباب على العلوم والإقراء والإفادة والاستفادة، وتوفي عام 1326هـ (1908م) ودفن بمقبرة سيدي عبد الرحمان الثعالبي.

## مواضيع ذات صلة
- صوفية
- الطريقة الرحمانية